# Skallsjön
Skallsjön är en sjö i Ånge kommun i Medelpad och ingår i Ljungans huvudavrinningsområde. Sjön har en area på 1,19 kvadratkilometer och ligger 325 meter över havet. Sjön avvattnas av vattendraget Kassjöån.

## Delavrinningsområde
Skallsjön ingår i det delavrinningsområde (695406-151395) som SMHI kallar för Utloppet av Skallsjön. Medelhöjden är 380 meter över havet och ytan är 8,98 kvadratkilometer. Räknas de 4 avrinningsområdena uppströms in blir den ackumulerade arean 30,79 kvadratkilometer. Kassjöån som avvattnar avrinningsområdet har biflödesordning 3, vilket innebär att vattnet flödar genom totalt 3 vattendrag innan det når havet efter 113 kilometer. Avrinningsområdet består mestadels av skog (85 procent). Avrinningsområdet har 1,19 kvadratkilometer vattenytor vilket ger det en sjöprocent på 13,2 procent.